# Perla Mary
Perla Mary (Buenos Aires, Argentina; 1898 - Ibídem; 1994) fue una gran actriz argentina de la época dorada cinematográfica.

## Carrera
Perla Mary fue una importante contrafigura de las películas de la década del '30. En el clásico rol de femme fatale, actuó en más de una decena de films junto a los grandes galanes y divas del cine sonoro como Floren Delbene, Libertad Lamarque, Iván Caseros, José Mazzili, César Fiaschi, Santiago Gómez Cou, Luis Elías Sojit, Jorge Aldao, Roberto Díaz, Inés Murray, Alberto Vila y Paulina Singerman, entre muchos otros.
A fines de la década del '40 su imagen se fue diluyendo de a poco del ambiente artístico.

### Filmografía
- 1936: Ayúdame a vivir
- 1937: Los locos del cuarto piso
- 1937: Sol de primavera
- 1937: Muchachos de la ciudad
- 1938: Madreselva
- 1939: Retazo
- 1939: Campeón por una mujer
- 1940: Su nombre es mujer
- 1940: Galleguita
- 1941: De un tango nació un querer

Entre esas dos décadas se había anunciado la emisión de un film titulado El cantor de Buenos Aires, de Julio Irigoyen, con Héctor Palacios, Lea Conti, Antonio Podestá y, la todavía actriz, Eva Duarte, pero dicho proyecto no se finalizó.

### Teatro
- 1933: Winter Garden, estrenada en el Teatro Monumental. En el elenco también figuraban  Enrique Santos Discépolo,  Domingo Mania, Lucía Montalvo, Elsa Martínez, Casimiro Ros, Emma Otamendi, entre otros.
- 1935: Río en Buenos Aires, donde personificó a una mexicana y a Greta Garbo, junto con un destacado elenco que incluía a Tita Merello, Severo Fernández, José Otal, Inés Murray, entre otros.[4]
- 1945: Una estrella entre las nubes, en el Teatro Comedia, junto con  Alberto Castillo, Marcelo Ruggero, Oscar Valicelli, Rodolfo Díaz Soler, Josefina Ríos, Gogó Andreu, Nelly Prince, Chela Ríos, Aída Zárate, Ramón Garay y Arturo Arcan.[5]
- 1945: La futura presidencia: El pueblo quiere saber de lo que se trata con Margarita Padín, Alberto Castillo, Adolfo Stray, Gogó Andreu, Vicente Forastieri, Ramón Garay, Alberto Dalbés y Antonio De Bassi.